# لويس ريتنباغ
لويس ريتنباغ (بالهولندية: Louis Reijtenbagh)‏‏ (18 يوليو 1946 - ) جامع تحف من مملكة هولندا.